# 湖坊乡
湖坊乡，是中华人民共和国江西省抚州市黎川县下辖的一个乡镇级行政单位。

## 行政区划
湖坊乡下辖以下地区：
湖坊村、水湖村、石陂村、营心村、大排村、枧源村和塘坊村。